# Anna Iwanowa (Psychologin)
Anna N. Iwanowa (* 1954 in Sofia, Bulgarien) ist eine bulgarische Psychologin und emeritierte Professorin an der Leopold-Franzens-Universität Innsbruck mit Schwerpunkt Angewandte Psychologie.

## Akademische Laufbahn und Wirken
Anna Iwanowa wurde 1954 in Sofia geboren, dort absolvierte sie auch ihre Matura am deutschsprachigen Gymnasium.  1977 schloss sie ihr Diplomstudium in Psychologie mit einer Spezialisierung in Arbeits- und Ingenieurpsychologie an der TU Dresden ab. Dort promovierte sie im Anschluss 1981 an der Fakultät für Mathematik und Naturwissenschaften. Ihre Doktorarbeit schrieb sie im Rahmen der Forschungsgruppe von Winfried Hacker und Peter Richter.
Im Anschluss an ihre Doktorarbeit forschte und lehrte Iwanowa am Institut für Psychologie der Bulgarischen Akademie der Wissenschaften in Sofia und unterrichtete Arbeits- und Organisationspsychologie an der Universität Sofia, an der Neuen Bulgarischen Universität und an der Deutschen Fakultät für Ingenieurwissenschaften der Technischen Universität Sofia.
2000 habilitierte Iwanowa an der Bulgarischen Akademie der Wissenschaften. 2001 begann sie ihre Lehr- und Forschungstätigkeit im Institut für Psychologie der Leopold-Franzens-Universität in Innsbruck. 2005 erfolgte eine zweite Habilitation an der Leopold-Franzens-Universität für das Gesamtfach Psychologie.

## Arbeits- und Forschungsschwerpunkte
Iwanowas Hauptforschungsinteressen konzentrieren sich auf die Analyse, Bewertung und Gestaltung von Arbeitsprozessen und Organisationen, die Vereinbarkeit von Familie und Beruf sowie die Förderung von Gesundheit und Wohlbefinden sowohl während der beruflichen Tätigkeit als auch nach dem Eintritt in den Ruhestand.
Im Verlauf ihrer mehr als 40-jährigen Forschungsarbeit hat Anna Iwanowa eine Vielzahl von Untersuchungsinstrumenten, Fragebögen und Screenings entwickelt, adaptiert und validiert. Zu den am häufigsten verwendeten Instrumenten zählen das Tätigkeitsbewertungssystem (TBS), die Redefinition der Arbeitstätigkeit (RDFN), der Kurzfragebogen zu Formen der Arbeitszufriedenheit (FAZ), der Fragebogen zur Vereinbarkeit von Arbeit und Familie (VAF) sowie die retrospektive Erfassung von Ressourcen, Anforderungen und Stressoren in der Arbeit (RAS-R).
2006 wurde Anna Iwanowas Forschungsprojekt „Ressourcen, Anforderungen und Stressoren bei Arbeitstätigkeiten im Handel – Strategien zur altersgerechten Arbeits- und Organisationsgestaltung und Work-Life-Balance“ durch den Jubiläumsfonds der Österreichischen Nationalbank gefördert. Es war Teil von 102 genehmigten Forschungsprojekten, die insgesamt mit 5,92 Millionen Euro unterstützt wurden.

## Auszeichnungen
1984 wurde Iwanowa für ihre Doktorarbeit mit dem „Hermann Ebbinghaus“-Preis für hervorragende Leistungen in der psychologischen Forschung für junge Wissenschaftler ausgezeichnet.

## Schriften (Auswahl)
- Das Ressourcen-Anforderungen-Stressoren Modell. In: Pierre Sachse, Wolfgang G. Weber (Hrsg.): Zur Psychologie der Tätigkeit. Hogrefe Verlag, Göttingen 2006, ISBN 3-456-84372-0, S. 265–284.
- Formen der Arbeitszufriedenheit (FAZ). Ergebnisse der Überprüfung von Gütekriterien des Kurzfragebogens. In: Peter G. Richter, Renate Rau, Susann Mühlpfordt (Hrsg.): Arbeit und Gesundheit. Zum aktuellen Stand in einem Forschungs- und Praxisfeld. Pabst Science Publishers, Lengerich (Westfalen) 2007, ISBN 978-3-89967-397-5, S. 110–129.